# Brough Holm
Pour les articles homonymes, voir Brough et Holm.
Brough Holm est un îlot situé à une centaine de mètres de la côte ouest de l'île d'Unst, dans le nord de l'archipel des Shetland, en Écosse. 

## Toponymie
Le nom de l'îlot est composé de Brough, signifiant « fort » en scots, et de Holm, dérivé du vieux norrois holmr signifiant « île, îlot ».

## Description
L'îlot, occupé dès l'Âge du fer, comporte les restes d'un broch,,.